# Rezerwat przyrody Szeroka w Beskidzie Małym
Szeroka w Beskidzie Małym – rezerwat przyrody położony w Beskidzie Andrychowskim (wschodnia część Beskidu Małego), na terenie gminy Łękawica (pow. żywiecki, woj. śląskie), w obrębie Parku Krajobrazowego Beskidu Małego. Wbrew temu, co jest podawane w niektórych źródłach, nie znajduje się na Kocierzu, lecz na wschodnich stokach Wielkiej Cisowej Grapy. Jego granica biegnie granią od Przełęczy Cisowej przez Maleckie i Wielką Cisową Grapę po Szeroką Przełęcz, na mapie Compassu opisaną jako Przysłop Cisowy. Od nazwy Szerokiej Przełęczy pochodzi nazwa rezerwatu.
Obszar rezerwatu podlega ochronie ścisłej.
Utworzony został w 1960 r. na powierzchni 49,51 ha dla ochrony dolnoreglowych pozostałości naturalnej puszczy karpackiej z pomnikowymi okazami jodeł i buków. Rezerwat ten to typowy przykład lasu dolnego regla. Rosną tu przede wszystkim buki, jodły oraz jawory. Niektóre z drzew osiągają znaczne rozmiary oraz wiek 200–250 lat. Naliczono tu ponad sto gatunków roślin naczyniowych, pośród których charakterystyczne to szczawik zajęczy, marzanka wonna, żywiec gruczołowaty czy wilczomlecz migdałolistny.

## Turystyka
Tresna – Rozstaje pod Kościelcem – Kościelec – Jaworzyna – Przełęcz Cisowa – Maleckie – Przysłop Cisowy. Czas przejścia: 3 h, ↓ 2:10 h.